# Kennedy Burke
Kennedy Valentine Burke (Burbank, 14 febbraio 1997) è una cestista statunitense, professionista nella WNBA.

## Carriera
È stata selezionata dalle Dallas Wings al secondo giro del Draft WNBA 2019 (22ª scelta assoluta).